# OnePlus 5T
Das OnePlus 5T ist ein von OnePlus entwickeltes und vertriebenes Smartphone. Es wurde am 16. November 2017 als Nachfolger des OnePlus 5 offiziell vorgestellt und wurde in der Europäischen Union fast ausschließlich über die herstellereigene Internetseite verkauft.

## Technische Daten
Das OnePlus 5T besitzt ein 6,01 Zoll großes AMOLED-Display mit einer Auflösung von 2160 × 1080 Pixeln. Jenes Display besitzt ein Seitenverhältnis von 2:1, was im Jahr 2017 mehr oder weniger zur Norm für moderne Smartphones wurde. Als Prozessor kommt der Snapdragon 835 mit acht Kernen (bis zu 2,45 Gigahertz) zum Einsatz, welchem je nach Variante 6 Gigabyte bzw. 8 Gigabyte an Arbeitsspeicher zur Verfügung stehen (LPDDR4X), sowie 64 Gigabyte oder 128 Gigabyte an internen UFS-2.1-Speicher.
Der Akku ist insgesamt 3.300 mAh groß und wird über den USB Type C-Anschluss geladen. Als Schnellladeverfahren kommt Dash-Charge zum Einsatz.
Als Funktechnik gibt es WLAN, Bluetooth 5.0 und NFC.

## Digitalkameras
Es gibt drei Kameras, zwei auf der Rückseite und eine vorn. Auf der Rückseite befinden sich ein 16-Megapixel-Sensor vom Typ Sony IMX 398 mit einer f/1,7-Blende und ein 20-Megapixel-Sensor vom Typ Sony IMX 376K mit einer Blende von f/1,7. Die vordere Kamera verwendet einen Sensor vom Typ Sony IMX 371 mit einer Auflösung von 16 Megapixeln und einer f/2,0-Blende.

## Software
Auf dem OnePlus 5T ist die hauseigene Android-Modifikation von OnePlus, OxygenOS vorinstalliert, welche auf Android 7.1.1 basiert. Android 8.1 wird seit dem 15. April 2018 verteilt. Seit September 2018 ist Android 9.0 (Pie) verfügbar. Im Juni 2020 wurde das Update auf Android 10 ausgerollt, kann aber inoffiziell dank Custom ROMs auf das neueste Android 15 (Stand Anfang 2025) aktualisiert werden. Des Weiteren kann Ubuntu Touch nachträglich auf dem Gerät installiert werden, fast alle Funktionen werden unterstützt.

## Galerie

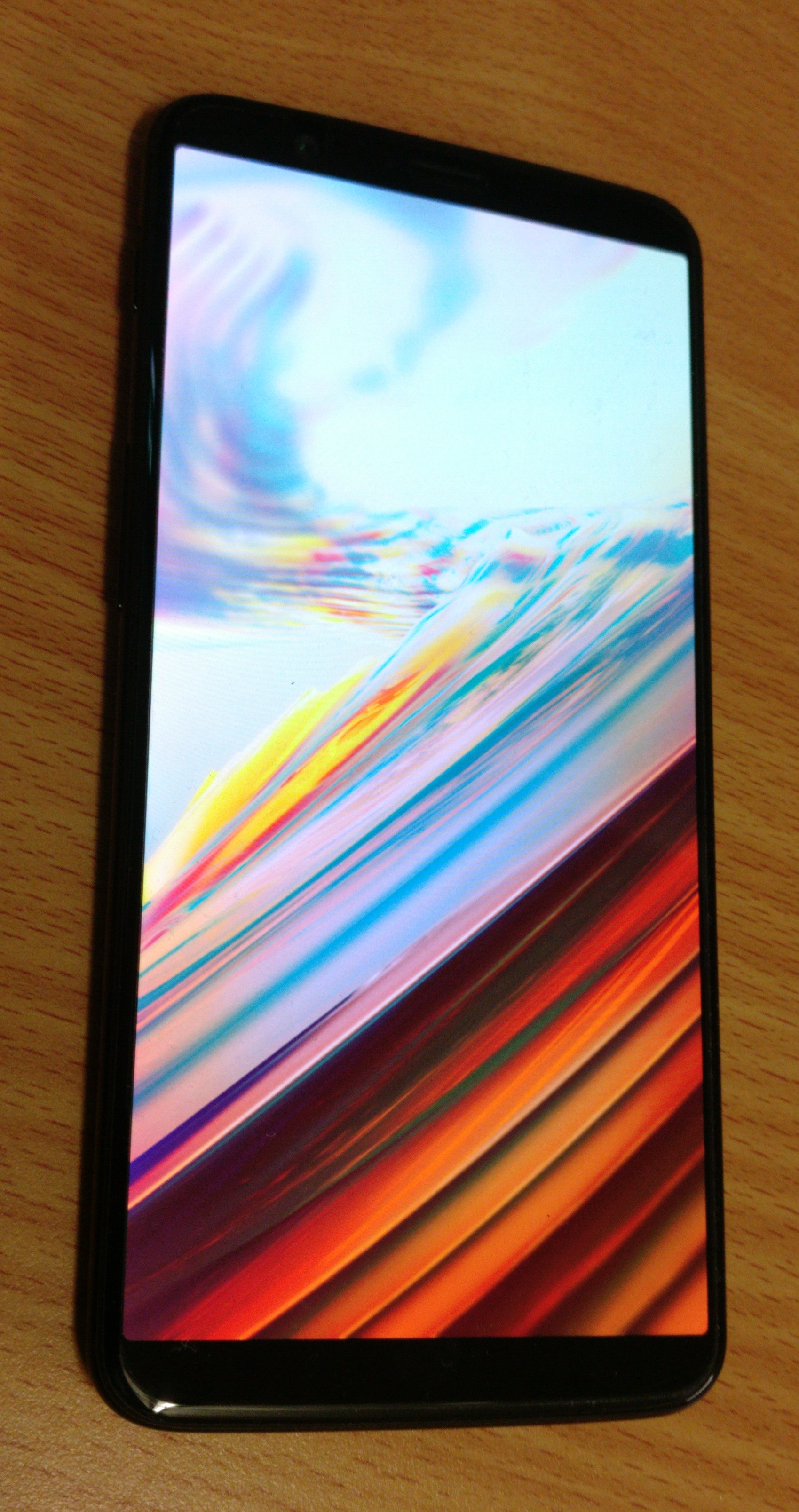
Vorderseite des OnePlus 5T: 2:1-OLED-Display
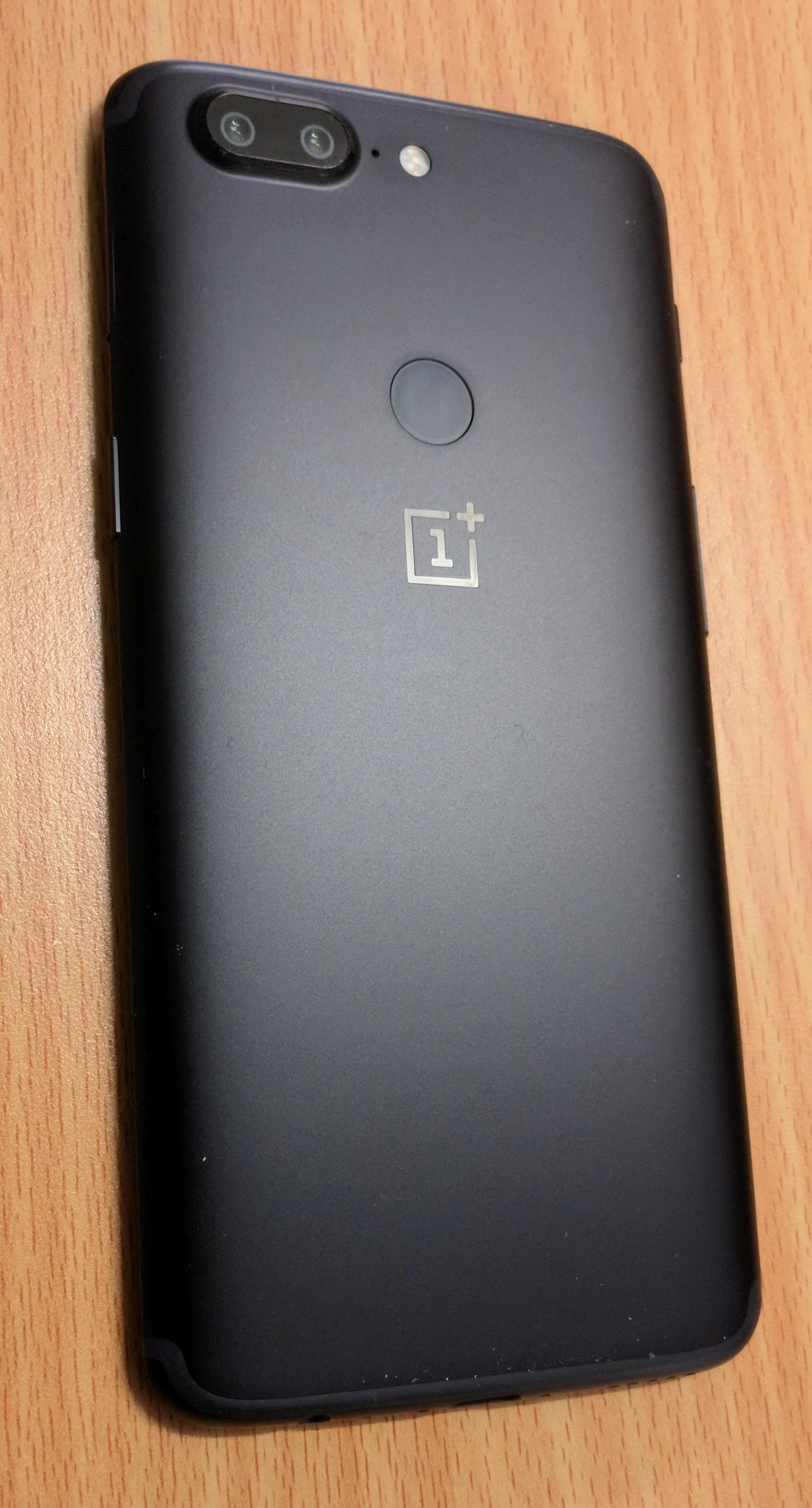
Die Rückseite des OnePlus 5T: oben Dual-Digitalkamera mit LED-Blitz, darunter Fingerabdrucksensor